# 小松島市立櫛渕小学校
小松島市立櫛渕小学校（こまつしましりつ くしぶちしょうがっこう）は、徳島県小松島市櫛渕町字北佃にある公立小学校。

## 沿革
- 1875年 - 民家を借りて開校。
- 1887年 - 立江尋常小学校と合併。
- 1891年 - 立江尋常小学校櫛渕分校として再開校。
- 1893年 - 櫛渕尋常小学校として独立。
- 1909年 - 新校舎落成。
- 1941年 - 国民学校令により、櫛渕尋常小学校と改称。
- 1947年 - 学校教育法により、立江町立櫛渕小学校に改称。
- 1951年4月1日 - 合併により、小松島町立櫛渕小学校と改称。
- 1951年8月1日 - 市制施行により、小松島市立櫛渕小学校に改称。
- 1983年 - 新校舎落成。

## 教育目標
- 一人一人の可能性を伸ばし、知・徳・体の調和のとれた人間性豊かな児童を育成する。
- めざす児童像は、「深く考え、自ら進んで学ぶ櫛渕小学校の子ども」、「仲良く思いやりのある櫛渕小学校の子ども」、「よく働き、最後までやりぬく櫛渕小学校の子ども」、「よく遊び、体をきたえる櫛渕小学校の子ども」、「自分に打ち勝つ櫛渕小学校の子ども」。
- 望ましい学校像は、「よく学習する櫛渕小学校」、「歌声ひびき、きれいな櫛渕小学校」、「仲良く助け合う櫛渕小学校」、「あいさつのできる櫛渕小学校」、「よく遊び、運動の盛んな櫛渕小学校」。

## 関連学校
- 小松島市立小松島南中学校 - 卒業生が進学する。2015年度までは、小松島市立立江中学校の区域であった。

## 通学区域が隣接している学校
- 小松島市立立江小学校
- 小松島市立芝田小学校
- 徳島市宮井小学校
- 勝浦町立生比奈小学校
- 阿南市立吉井小学校
- 阿南市立大野小学校
- 阿南市立岩脇小学校